# Relationele kwantummechanica
Relationele kwantummechanica (RKM) is een interpretatie van de kwantummechanica waarbij de toestand van een kwantumsysteem uitsluitend betekenis krijgt in wisselwerking met een ander systeem zoals bv. een waarnemer of een meetinstrument. De kennis over de toestand van een systeem is dus in essentie alleen maar subjectief te verkrijgen: er is geen objectief kenbare "werkelijkheid".
Deze visie is opgestart door Carlo Rovelli (1996) en sindsdien door verscheidene theoretici verder uitgewerkt.
Carlo Rovelli vat zijn visie als volgt samen:
"Quantum mechanics is a theory about the physical description of physical systems relative to other systems, and this is a complete description of the world".
Consequentie van deze opvatting is dat verschillende waarnemers via hun respectievelijke wisselwerkingen met een kwantumsysteem daarover ook verschillende resultaten kunnen rapporteren. Dit is min of meer analoog aan de Speciale Relativiteitstheorie van Einstein (waardoor Rovelli zich heeft laten inspireren) waarbij een gebeurtenis in ruimte en tijd door verschillende waarnemers ook verschillend beoordeeld kan worden, afhankelijk van hun relatieve bewegingstoestand. 
De toestand van een systeem in RKM is dus nooit objectief maar relatief ten opzichte van een bepaalde waarnemer.
Deze benadering van de kwantummechanica, waarbij het gewone formalisme van de kwantummechanica gehandhaafd blijft, heeft tot gevolg dat een aantal heikele interpretatieproblemen van de conventionele kwantummechanica, zoals het meetprobleem (en het daarmee verbonden "ineenstorten van de golffunctie"), "Schrödingers Kat" en de EPR-paradox worden vermeden.

## Uitgangspunten
De uitgangspunten van RKM kunnen in de volgende postulaten worden verwoord:
Postulaat 1: Er is a priori geen onderscheid tussen een kwantumsysteem en een macroscopisch systeem. Alle systemen zijn in essentie kwantumsystemen.
Postulaat 2: De kwantummechanica is compleet: er is geen ruimte voor zgn. "verborgen variabelen".
Postulaat 3: Er is geen objectieve beschrijving van een systeem mogelijk, maar wel een inschatting van kansen op het aantreffen van eigenschappen van een systeem S door een waarnemer A, te beschrijven door middel van een kwantummechanische golffunctie. Deze prognose, op basis van in het verleden vertoond gedrag, is dus altijd relatief ten opzichte van een veronderstelde waarnemer.
Postulaat 4: De werkelijkheid komt tot uiting d.m.v. wisselwerkingen tussen systemen (i.h.b. een kwantumsysteem en een meetinstrument) waarbij de correlatie tussen die twee systemen informatie oplevert over die werkelijkheid.

### Toelichting
Rovelli licht dit als volgt toe: Beschouw een kwantumsysteem {\displaystyle S} met twee mogelijke eigentoestanden, weer te geven als ket-vectoren in de Hilbertruimte HS.
Een macroscopische waarnemer {\displaystyle A} zal de toestand van {\displaystyle S} dan kunnen prognostizeren (hypothese 3) als:
{\displaystyle |\psi \rangle =\alpha |{\uparrow }\rangle +\beta |{\downarrow }\rangle ,}
waar {\displaystyle |\alpha |^{2}} and {\displaystyle |\beta |^{2}} de waarschijnlijkheden zijn om het systeem S in die respectievelijke eigentoestanden te vinden en die als kansen optellen tot 1. Voor ons doel nemen we aan dat de uitkomst van dit experiment de eigentoestand {\displaystyle |{\uparrow }\rangle } is (maar dit kan, mutatis mutandis, vervangen worden door {\displaystyle |{\downarrow }\rangle }).  De reeks gebeurtenissen van dit experiment, zoals waargenomen door {\displaystyle A} is dan als volgt:
{\displaystyle {\begin{matrix}t_{1}&\rightarrow &t_{2}\\\alpha |{\uparrow }\rangle +\beta |{\downarrow }\rangle &\rightarrow &|{\uparrow }\rangle \ &\ &(1).\end{matrix}}}
Nu is een meting altijd een fysische interactie tussen twee of meer systemen. We kunnen die interactie beschrijven in een gecombineerde Hilbertruimte van de systemen A en S, weer te geven door het tensorproduct: {\displaystyle H_{S}\otimes H_{A}}, waarin {\displaystyle H_{A}} de Hilbertruimte is waarin de quantumtoestand van {\displaystyle A} beschreven kan worden met behulp van toestandsvectoren van {\displaystyle A} (postulaat 1).  Als de begintoestand van {\displaystyle A} de toestandsvector {\displaystyle |A_{\text{init}}\rangle } is, dan zullen sommige vrijheidsgraden van {\displaystyle A} gecorreleerd zijn met de toestand van {\displaystyle S} ná de meting. Die correlatie kan een van de twee waarden: {\displaystyle |A_{\uparrow }\rangle } or {\displaystyle |A_{\downarrow }\rangle } aannemen, waarbij de richting van de pijlen in de indices  correspondeert met de uitslag van de meting van {\displaystyle S} door {\displaystyle A}. 
Als we nu de interactie van {\displaystyle A} en {\displaystyle S} door een tweede waarnemer {\displaystyle B} willen laten beschrijven zonder dat deze daadwerkelijk deelneemt aan het gecombineerde {\displaystyle S+A} system, dan geeft dat het volgende resultaat:
{\displaystyle {\begin{matrix}t_{1}&\rightarrow &t_{2}\\\left(\alpha |{\uparrow }\rangle +\beta |{\downarrow }\rangle \right)\otimes |A_{\text{init}}\rangle &\rightarrow &\alpha |{\uparrow }\rangle \otimes |A_{\uparrow }\rangle +\beta |{\downarrow }\rangle \otimes |A_{\downarrow }\rangle \ &(2)\end{matrix}}}
Merk op dat {\displaystyle B} dus niet de uitslag van de meting van {\displaystyle S} door {\displaystyle A} weet, omdat hij geen interactie heeft met het {\displaystyle A+S} systeem. Hij kan de toestand op {\displaystyle t_{2}} dus alleen maar als een prognose beschrijven. Uiteraard kan hij op een later tijdstip {\displaystyle t_{3}} aan {\displaystyle A} vragen wat de uitslag van zijn meting is, maar hier is essentieel dat dezelfde reeks gebeurtenissen door verschillende waarnemers ook verschillend beoordeeld wordt.
Onder de aanname (zie postulaat 2 boven) dat de kwantummechanica compleet is, is er geen reden om aan te nemen dat de ene waarnemer méér gelijk heeft dan de ander. Net zoals er in de speciale relativiteitstheorie geen sprake is van een unieke tijdsregistratie die voor iedere waarnemer hetzelfde is, is er hier in de kwantummechanica geen eenduidigheid over een en dezelfde reeks gebeurtenissen.

## Schrödingers Kat
Met wat kleine aanpassingen is bovengenoemd voorbeeld ook toepasbaar op de paradox van Schrödingers kat. In het kort is deze paradox als volgt: In een gesloten doos zit een kat met een apparaat dat een dodelijk gif in de doos kan verspreiden. Dat apparaat gaat functioneren op het moment dat een radioactief atoom, dat in het apparaat aanwezig is, vervalt. Vergeleken met bovenstaand voorbeeld is S hier het radio-actieve atoom, A  de kat en B  een waarnemer buiten de doos, die niet in de doos kijkt. Neem voor t2 de halfwaardetijd van het radioactieve atoom, zodat de kans dat de kat op t2 dood of levend is precies 50% is. Alle systemen: S, A en B zijn kwantumsystemen (postulaat 1) zodat B moet veronderstellen dat op het tijdstip t2 de kat, volgens de aangepaste formulering van (2) "half dood en half levend" moet zijn, en pas bij opening van de doos door B een van de twee mogelijkheden gerealiseerd wordt, gepaard gaande met het "ineenstorten" van de golffunctie.
Vanuit de RKM is er echter geen sprake van het "ineenstorten van de golffunctie". Voor het A+S systeem (zie (1) hierboven met enkele aanpassingen) geldt dat de kat (A) 50% kans heeft om vóór t2 te overlijden en zijn toestand op tijdstip t2 is dus duidelijk. En voor B geldt (zie (2) hierboven) dat hij op t2 alleen maar een prognose kan geven van het resultaat van de A+S interactie, zonder daarbij de werkelijkheid van het A+S systeem aan te tasten: hij heeft daar immers (nog) geen wisselwerking mee. Ook hier is dus sprake van verschillende visies op dezelfde reeks gebeurtenissen.

## Over de betekenis van de golffunctie
Sinds de eerste formuleringen van de kwantummechanica is er veel gediscussieerd over de betekenis van de golffunctie en wat er precies gebeurt bij een meting. In de oorspronkelijke Kopenhaagse interpretatie werd het macroscopische meetapparaat niet als een kwantumobject beschouwd. Daaruit kwam de opvatting voort dat bij een meting aan een kwantumsysteem de golffunctie "instort", als ware het een fysische golf.
Rovelli beschouwt macroscopische objecten, zoals meetapparaten, ook als kwantumsystemen (weliswaar gecompliceerde systemen, vanwege een superpositie van talrijke golffuncties) (Postulaat 1). Hij grijpt bij zijn RKM-interpretatie terug op klassieke basisformuleringen zoals die in vele tekstboeken over kwantummechanica (bv. Messiah) te vinden is: de golffunctie is een mathematisch hulpmiddel, uitsluitend gedefinieerd in de Hilbertruimte, om de kans op het vinden van een eigenschap te kunnen berekenen:
"...the wavefunction {\displaystyle \psi } is defined in configuration space and not in ordinary space."
Er is dus helemaal geen sprake van "ineenstorting" van de golffunctie op het moment van meting. De wisselwerking van twee entiteiten komt mathematisch tot uiting in het tensorproduct van de twee golffuncties. Dit product levert informatie op over de correlatie tussen die twee golffuncties. En dat is wat werkelijk (fysisch) gemeten wordt.

## Informatie en correlatie
De informatie die uit een systeem gehaald kan worden is volgens de informatietheorie van Shannon weer te geven als {\displaystyle log_{2}k} bits, waarin {\displaystyle k} het aantal mogelijke waarden is die het te meten systeem kan aannemen - het aantal "opties" dus. Dat aantal is afhankelijk van het aantal vrijheidsgraden die het systeem heeft. In bovengenoemd geval (spinmeting) is er maar één vrijheidsgraad van het te meten systeem {\displaystyle S} met twee opties: {\displaystyle |{\uparrow }\rangle } of {\displaystyle |{\downarrow }\rangle }; {\displaystyle k} is dan 2 en de "Shannon informatie" is dus 1 bit.
De "Shannon informatie" is eigenlijk een maat voor de onzekerheid die men heeft aangaande de waarde van het te meten systeem. Is men absoluut zeker dat het systeem maar één waarde heeft (en de meting dus in het geheel geen nieuwe informatie oplevert) dan is de "Shannon informatie" 0. Deze formulering van de hoeveelheid informatie vertoont sterke gelijkenis met het begrip entropie uit de statistische mechanica.
Meer in het algemeen  is de informatie die iemand uit een systeem A kan halen uit te drukken door middel van de "Shannon-entropie" {\displaystyle H(A)}:
{\displaystyle H(A)=-\sum _{i=1}^{k}p(A_{i})\log _{2}(p(A_{i}))}
waar {\displaystyle p(A_{i})} de kans is dat het systeem {\displaystyle A} zich in de toestand {\displaystyle A_{i}} bevindt en gesommeerd wordt over het aantal mogelijke toestanden k van {\displaystyle A}. Als die kans voor alle k toestanden van {\displaystyle S} gelijk is  reduceert {\displaystyle H} tot:
{\displaystyle H(A)=log_{2}(k)}
In de kwantummechanica wordt de toestand van een systeem weergegeven met de amplitude {\displaystyle \Psi } van een golffunctie, dat een complex getal is en waarvan de norm een reëel getal tussen 0 en 1 als kans oplevert. De kans {\displaystyle p_{A}} wordt dan vervangen door de dichtheidsmatrix {\displaystyle \rho _{A}} dat een wiskundige beschrijving is van de toestand van het kwantumsysteem {\displaystyle A}, dat in zijn algemeenheid een mix is van verschillende kwantumtoestanden. De informatie in dat systeem kan weergegeven worden door de zgn. Von Neuman Entropie:
{\displaystyle S(A)=-\mathrm {Tr} (\rho _{A}\ln \rho _{A}),}
waar {\displaystyle \mathrm {Tr} } het spoor  van {\displaystyle \rho _{A}} en {\displaystyle \ln } de (natuurlijke) (matrix) logaritme van {\displaystyle \rho _{A}} is. De sommatie operator is hier vervangen door de spoor operator Tr, die je kunt beschouwen als een wiskundige beschrijving van wat er gebeurt als je een meting zou doen aan het kwantumsysteem {\displaystyle A}: deze operator levert een reëel getal op tussen nul en 1 als kans om het kwantumsysteem in die toestand aan te treffen.
Als twee kwantumsystemen A en B met elkaar wisselwerken (zoals bij een meting) dan is de gecombineerde entropie S(AB) een maat voor de correlatie tussen beide systemen:
{\displaystyle S(AB)=-\mathrm {Tr} ((\rho _{A}\otimes \rho _{B})\ln(\rho _{A}\otimes \rho _{B})),}
Door de eigenschappen van complexe getallen in deze dichtheidsmatrices kan de entropie S zelfs negatief worden met als uiterste waarde -1. Deze "supercorrelatie" (zie Ron Garret). treedt bv. op als de kwantumtoestanden A en B verstrengeld zijn. In dat geval heet S de verstrengelingsentropie.

Naarmate A en B meer gecorreleerd zijn zal de hoeveelheid informatie die het ene systeem heeft over de ander toenemen. Volgens Mermin vormt de informatie die we uit deze correlatie halen de basis voor de "fysische realiteit" die we ervaren. Dit is in essentie de kennis die we kunnen opdoen door in wisselwerking te treden met het te onderzoeken verschijnsel en is daarmee bepalend voor ons wereldbeeld.

## De EPR-paradox
(voor het hoofdartikel zie EPR-paradox)
De EPR-paradox is een gedachte-experiment bedacht door Einstein et al. om aan te tonen dat de Kopenhaagse opvatting over kwantummechanica niet compleet kan zijn (i.e. er zijn "verborgen variabelen" in het spel die niet zijn meegenomen) òf dat het principe van lokaliteit van verschijnselen wordt geschonden. Het principe van lokaliteit is dat twee gebeurtenissen die ruimtelijk gescheiden zijn niet instantaan (d.w.z. met een oneindige snelheid, dus groter dan de lichtsnelheid) elkaar kunnen beïnvloeden. Dat zou immers strijdig zijn met de Speciale relativiteitstheorie.
De moderne versie van het gedachte-experiment is als volgt:
Beschouw een radioactief verval waarbij twee spin ½ deeltjes worden geproduceerd, en noem ze α en β. Stel dat uit een aantal eerdere metingen aan dit vervalproces is gebleken dat het kwadraat van de totale spin van de twee deeltjes altijd gelijk is aan nul - wat overeenkomt, in de spectroscopische termen, met een singlet-toestand. Kwantummechanisch zegt men dat het systeem van de twee deeltjes verstrengeld is, d.w.z. dat de spineigenschappen van de twee deeltjes van elkaar afhankelijk zijn.

De deeltjes α en β verlaten de bron in twee verschillende richtingen, en bereiken vervolgens twee verre detectoren A en B, die de spinoriëntatie van α resp. β in een bepaalde richting meten. De uitkomst van dit experiment is dat de spinoriëntatie van α resp. β elkaars tegengestelde zijn. Dit ondanks het feit dat vóór deze meting de spinoriëntatie van beide deeltjes willekeurig en onbepaald is. De EPR-paradox is dan dat bij deze meting kennelijk informatie instantaan tussen A en B is uitgewisseld, in strijd met de Speciale relativiteitstheorie die communicatie met een snelheid groter dan het licht verbiedt.
Volgens Smerlak en Rovelli is hierbij stilzwijgend ervan uitgegaan dat het meten van de spinoriëntatie van α en β separeerbaar is uit te voeren, wat wil zeggen dat de meetresultaten van A en B onafhankelijk van elkaar zijn. Volgens RKM is dat niet het geval: de realiteit is dat een meting van de spinoriëntatie van α door A direct tot gevolg heeft dat A óók weet, omdat het hier een singlet-toestand betreft, dat de spinoriëntatie van β het tegenovergestelde zal zijn, wat door de andere waarnemer B alleen maar bevestigd kan worden. Bij de meting van de spinoriëntatie van een van de deeltjes wordt de verstrengeling verbroken en resulteert er maar één realiteit namelijk dat de spinoriëntatie van α resp. β elkaars tegengestelde blijken te zijn. Het meten van één component (α of β) bepaalt dus het eindresultaat van het geheel.

In deze visie blijft  het lokaliteitsprincipe gehandhaafd en tevens aannemende (hypothese 1) dat de theorie compleet is, verdwijnt hiermee de paradox.

## Deeltje-golf dualiteit
(voor het hoofdartikel zie Dualiteit van golven en deeltjes)
Deze wordt meestal geïllustreerd aan de hand van het tweespletenexperiment van Thomas Young, waarmee men het interferentiegedrag van golven kan aantonen. Gebleken is dat niet alleen golven maar ook elementaire deeltjes een dergelijk interferentiegedrag kunnen vertonen. Als men een bundel elektronen of fotonen op een dubbele spleet richt ontstaat op het scherm achter de spleten een interferentiepatroon. Dit doet de vraag rijzen door welke spleet de verschillende deeltjes zijn gegaan. Als men echter een meetinstrument installeert om dat vast te stellen, dan verdwijnt het interferentiepatroon en overheerst het deeltjeskarakter.
Het interferentiepatroon is met de traditionele kwantummechanica prima te verklaren door de deeltjes te beschrijven als een vlakke golf die de spleten nadert. Als men echter probeert vast te stellen door welke spleet het deeltje gaat, dan "stort de golffunctie ineen" op het moment van meting en gedraagt het deeltje zich verder als deeltje en verdwijnt het interferentiepatroon.

De RKM kijkt hier anders tegen aan. Al eerder is betoogd dat de golffunctie die het deeltje representeert geen fysische golf is maar slechts een prognose van het mogelijke gedrag van het deeltje. Van "ineenstorten" is geen sprake: op het moment van meting wordt een van de mogelijkheden die in de golffunctie is ingebouwd gerealiseerd, wat door het meetapparaat wordt geregistreerd als een correlatie tussen de toestand van het deeltje en de toestand van het meetapparaat. Wat daarvóór met het deeltje gebeurt is onbekend, evenals de speculatieve "baan" die het deeltje gevolgd heeft, zolang daaraan geen meting is gedaan. Het heeft dus ook geen zin om te vragen door welke spleet het deeltje is gegaan zolang daar niet gemeten wordt. De werkelijkheid wordt uitsluitend bepaald door wat en hoe er waargenomen/gemeten wordt. Eenzelfde verschijnsel kan daardoor door verschillende waarnemers verschillend geïnterpreteerd worden.

## Filosofische implicaties
RQM heeft ingrijpende filosofische consequenties: er is geen objectief kenbare werkelijkheid. Onze werkelijkheidservaring wordt gevormd door onze eigen, subjectieve waarnemingen en die welke we van andere waarnemers vernemen. In essentie is die waarneming de informatie die we opdoen uit de correlatie tussen kwantumsystemen. Je kunt dus ook zeggen dat de werkelijkheid wordt gevormd door die wisselwerkingen. Wat er in de tijd tussen twee opeenvolgende wisselwerkingen gebeurt weten we niet en het heeft ook weinig zin om daarover te speculeren. We kunnen hooguit  door toepassing van het kwantummechanisch instrumentarium (in het bijzonder de Schrödingervergelijking) een inschatting maken van mogelijke toekomstige gedragingen van verschijnselen op basis van eerdere waarnemingen. Maar de wijze van waarneming is bepalend voor welke werkelijkheid we uiteindelijk "zien".
Vergelijkenderwijs: Het is goed voorstelbaar dat de werkelijkheidservaring van een mens totaal verschillend is van die van een hond of een vleermuis. Het feit dat wij mensen een ongeveer gelijksoortige werkelijkheidservaring hebben is louter het gevolg van het feit dat we biologisch erg op elkaar lijken en dat we daarover onderling kunnen communiceren.
Om het begrip "waarheid" op de "werkelijkheid" te baseren wordt in deze visie bijzonder bedrieglijk als die werkelijkheid voor ieder iets anders kan betekenen. Er is niet één werkelijkheid.

## Problemen en discussie
De vraag is of RKM elke objectieve werkelijkheid ontkent, of anders gesteld: de totale werkelijkheid is alleen maar subjectief kenbaar. Rovelli beperkt de reikwijdte van deze bewering door te stellen dat RKM betrekking heeft op de variabelen van een fysisch systeem en niet op de constante, intrinsieke eigenschappen, zoals bijvoorbeeld de massa en de lading van een elektron. Inderdaad voorspelt de mechanica in het algemeen slechts het gedrag van een fysisch systeem onder verschillende omstandigheden. In de klassieke mechanica wordt dat gedrag mathematisch weergegeven in een faseruimte met bepaalde vrijheidsgraden; in de kwantummechanica is dat een toestandsruimte, mathematisch weergegeven als een multidimensionale complexe Hilbertruimte, waarin de dimensies overeenkomen met bovengenoemde variabelen.
Dorato stelt daarentegen dat alle intrinsieke eigenschappen van een fysisch systeem, waaronder massa, lading en spin, eveneens slechts kenbaar zijn door middel van wisselwerking met de omgeving. Zonder die wisselwerking zijn die eigenschappen van het systeem beschikbaar maar nog niet kenbaar .